# Сяочжуань
Сяочжуань (кит. 小篆, пиньинь xiǎozhuàn, также знаки малой печати и малая чжуань) — стиль древнего китайского письма, появившийся в царстве Цинь.

## История
Этот стиль появился в царстве Цинь в эпоху Восточной Чжоу (771—256 до н. э.). После завоевания других царств, в империи Цинь была произведена кампания по унификации письменности, уничтожившее другие ветви древнего китайского письма.
В эпоху Хань это древнее письмо стало использоваться лишь в декоративных и церемониальных целях, прежде всего на печатях, из-за чего получило название «печатное письмо». Его также называли «малым печатным» для отличения от «большого печатного», под которым подразумевались другие формы древнего письма — до-циньские и не-циньские.